# 柳宝诚
柳宝诚（1948年—），河北唐山人，汉族，中华人民共和国政治人物、第十一届全国人民代表大会河北地区代表。柳宝全之弟。
毕业于解放军工程技术学院无线电专业。加入中共，担任唐山开元企业集团总裁。2008年起担任全国人大代表。